# Saultain
Saultain é uma comuna francesa na região administrativa de Altos da França, no departamento do Norte. Estende-se por uma área de 6.45 km². Em 2010 a comuna tinha 2 450 habitantes (densidade: 379,8 hab./km²).